# Federação Nacional de Futebol da Eritreia
A Federação Nacional de Futebol da Eritreia (em inglês: Eritrean National Football Federation, ou ENFF) é o orgão dirigente do futebol na Eritreia. Ela é filiada à FIFA, à CAF e à CECAFA. Ela é a responsável pela organização dos campeonatos disputados no país, bem como da Seleção Nacional.